# Бразилски рок
Бразилският рок е стил в рок музиката, който се формира през 60-те години на 20 век в Бразилия. През 80-те години придобива по-широка популярност, включително и извън страната, с групи като Сепултура, Соулфлай, Кансей ди Сер Секси. Интегрирайки елементи на народната музика, бразилският рок става основа на стилове като самба рок и форокор.